# 463
Cette page concerne l'année 463  du calendrier julien. Pour l'année 463 av. J.-C., voir 463 av. J.-C. Pour le nombre 463, voir 463 (nombre).
L'année 463 est une année commune qui commence un mardi.

## Événements
- Printemps : bataille d'Orléans[1] : Ægidius, allié du roi des Francs saliens Childéric Ier, arrête les Wisigoths sur la Loire près d'Orléans[2].
- 10 octobre : le pape Hilaire demande par lettre à Léonce de réunir le concile d’Arles pour régler le conflit avec l’évêque Mamert de Vienne, qui a ordonné un évêque à Die, dans la juridiction de la métropole d'Arles[3].

- Le roi des Burgondes Gondioc, gendre de Ricimer, est nommé maître de la milice des Gaules par l'empereur Libius Severus[4].
- Le rhéteur byzantin Priscos mentionne une ambassade des Saraghurs, des Oghours et des Onoghours  devant l'empereur d'Orient, Léon Ier le Grand. Ces peuples ont été chassés de leur territoire des côtes de la Mer Noire par les Sabirs, eux-mêmes poussés par les Avars[5].
- Fondation du monastère du Stoudion, à Constantinople[6].